# Дені Луї Марсіаль Авенель
Дені Луї Марсіаль Авенель (фр. Denis Louis Martial Avenel; 26 травня 1783, Орбек, Нормандія — 19 серпня 1875, Париж) — французький журналіст і бібліотекар паризької Бібліотеки Святої Женев'єви (Bibliothèque Sainte-Geneviève), відомий своєю багатотомною працею по виданню листів, державних і дипломатичних паперів кардинала Рішельє; кавалер ордена Почесного легіону.
Служив секретарем короля Вестфалії. Співпрацював в якості журналіста з виданнями «Ревю енциклопедік» (Revue encyclopédique), «Конституціоналіст» і «Кур'є франсе» (Courrier français). Працював в Бібліотеці Святої Женев'єви з 1848 року, в 1856 був призначений на посаду хранителя бібліотеки.
Похований на кладовищі Пер-Лашез (ділянка 20).